# Caserne Maginot
La caserne Maginot est située à Thierville-sur-Meuse, à l'ouest de Verdun, dans le département français de la Meuse en région Grand Est.

## Historique
Elle a servi de base militaire aux armées française et américaine à différentes époques au cours des cent dernières années. Elle est devenue le siège de l'ADSEC (en), la section avancée de la COMZ (en) (zone de communications) de l'armée américaine, peu après la Seconde Guerre mondiale jusqu'en 1967, date à laquelle elle est revenue sous contrôle français après le retrait de Charles de Gaulle de l'intégration militaire de l'OTAN. La caserne porte le nom d'André Maginot, le ministre de la guerre responsable de la ligne Maginot, qui avait servi en tant que soldat à Verdun pendant la Première Guerre mondiale. 